# Stazione di Ryūō
La stazione di Ryūō (竜王駅?, Ryūō-eki) è una stazione ferroviaria della città di Kōfu, nella prefettura di Yamanashi, e serve la linea linea principale Chūō della JR East. Dista 138 km dal capolinea di Tokyo.

## Linee
East Japan Railway Company
■ Linea principale Chūō

## Struttura
La fermata è dotata di un marciapiede laterale, unito al fabbricato viaggiatori, e uno a isola, con tre binari passanti in superficie. Il fabbricato viaggiatori è realizzato a ponte sopra i binari, a cui è collegato da scale fisse, mobili e ascensori.
| 1-2 | ■ Linea principale Chūō | per Kami-Suwa e Matsumoto            |
| 2-3 | ■ Linea principale Chūō | per Kōfu, Hachiōji, Shinjuku e Tokyo |

## Stazioni adiacenti
| «                     | Servizio              | »                     |
| Linea principale Chūō | Linea principale Chūō | Linea principale Chūō |
| --------------------- | --------------------- | --------------------- |
| Kōfu                  | -                     | Shiozaki              |